# 패밀리 매터스
《패밀리 매터스》(영어: Family Matters)는 1989년부터 1998년까지 방영된 미국의 시트콤이다.